# نرخ انقراض پس‌زمینه
نرخ انقراض پس‌زمینه (به انگلیسی: Background extinction rate)، که به عنوان نرخ طبیعی انقراض نیز شناخته می‌شود، به نرخ استاندارد انقراض در تاریخ زمین‌شناسی و بیولوژیکی زمین پیش از تبدیل شدن انسان به عامل اصلی انقراض اشاره دارد. این در درجه نخست میزان انقراض پیش از انسان در دوره‌های بین رویدادهای اصلی انقراض است.
نرخ انقراض پس‌زمینه ثابت باقی نمانده‌است، اگرچه تغییرها در طول زمان زمین‌شناسی اندازه‌گیری می‌شوند که میلیون‌ها سال را پوشش می‌دهد.